# ألستاين
ألستاين (بالإنجليزية: Van Alstyne)‏ هي مدينة أمريكية تقع في ولاية تكساس.تبلغ مساحة هذه المدينة 8.8 (كم²)،ويبلغ عدد سكانها 2502 نسمة حسب إحصاء سنة 2010 م. تشير إحصاءات سنة 2000م بأن الكثافة السكانية في هذه المدينة تقدر بـ(283.2) نسمة/كم2.

## التركيبة السكانية
حدّد مكتب تعداد الولايات المتحدة بيانات التركيبة السكانية لألستاين في تعداد الولايات المتحدة. في ما يلي، التركيبة السكانية حسب تعدادي 2000 و2010.

### تعداد عام 2000
بلغ عدد سكان ألستاين 2,502 نسمة بحسب تعداد عام 2000، وبلغ عدد الأسر 935 أسرة وعدد العائلات 699 عائلة مقيمة في المدينة. في حين سجلت الكثافة السكانية 181.2 نسمة لكل كيلومتر مربع (469.3/ميل2). وبلغ عدد الوحدات السكنية 1,005 وحدة بمتوسط كثافة قدره 72.8 لكل كيلومتر مربع (188.6/ميل2).
وتوزع التركيب العرقي للمدينة بنسبة 90.41% من البيض و3.60% من الأمريكيين الأفارقة و1% من الأمريكيين الأصليين و0.16% من الأمريكيين ذوي الأصول الآسيوية و3.40% من الأعراق الأخرى و1.44% من عرقين مختلطين أو أكثر و7.79% من الهسبانيون أو اللاتينيون من أي عرق.
بلغ عدد الأسر 935 أسرة كانت نسبة 38.8% منها لديها أطفال تحت سن الثامنة عشر تعيش معهم، وبلغت نسبة الأزواج القاطنين مع بعضهم البعض 58.7% من أصل المجموع الكلي للأسر، ونسبة 12.2% من الأسر كان لديها معيلات من الإناث دون وجود شريك، بينما كانت نسبة 3.9% من الأسر لديها معيلون من الذكور دون وجود شريكة وكانت نسبة 25.2% من غير العائلات. تألفت نسبة 22.8% من أصل جميع الأسر من عدة أفراد يعيشون في نفس المنزل ونسبة 12.1% كانت تتألف من شخص يعيش بمفرده يبلغ من العمر 65 عاماً أو أكثر. وبلغ متوسط حجم الأسرة المعيشية 2.61، أما متوسط حجم العائلات فبلغ 3.05.
بلغ العمر الوسطي للسكان 35.6 عاماً. وكانت نسبة 27.4% من القاطنين تحت سن الثامنة عشر، وكانت نسبة 7.1% بين الثامنة عشر والرابعة والعشرين عاماً، ونسبة 28.8% كانت واقعةً في الفئة العمرية ما بين الخامسة والعشرين والرابعة والأربعين عاماً، ونسبة 20.2% كانت ما بين الخامسة والأربعين والرابعة والستين، ونسبة 14.2% كانت ضمن فئة الخامسة والستين عاماً فما فوق. يوجد لكل 100 أنثى 97.3 ذكر، ويوجد لكل 100 أنثى في الثامنة عشر من عمرها فما فوق 91.5 ذكر.
بلغ متوسط دخل الأسرة في المدينة 39,375 دولارًا، أما متوسط دخل العائلة فبلغ 45,188 دولارًا. وكان متوسط دخل الذكور 36,176 دولارًا مقابل 22,063 دولارًا للإناث. وسجل دخل الفرد الخاص بالمدينة 17,024 دولارًا. وكانت نسبة 8.3% من العائلات ونسبة 9.7% من السكان تحت خط الفقر، وكان من هؤلاء نسبة 8.4% تحت سن الثامنة عشر ونسبة 5.2% في الخامسة والستين من العمر وما فوق.

### تعداد عام 2010
بلغ عدد سكان ألستاين 3,046 نسمة بحسب تعداد عام 2010، وبلغ عدد الأسر 1,114 أسرة وعدد العائلات 832 عائلة مقيمة في المدينة. في حين سجلت الكثافة السكانية 220.6 نسمة لكل كيلومتر مربع (571.4/ميل2). وبلغ عدد الوحدات السكنية 1,238 وحدة بمتوسط كثافة قدره 89.6 لكل كيلومتر مربع (232.1/ميل2).
وتوزع التركيب العرقي للمدينة بنسبة 88.71% من البيض و4.50% من الأمريكيين الأفارقة و0.79% من الأمريكيين الأصليين و0.66% من الأمريكيين ذوي الأصول الآسيوية و3.28% من الأعراق الأخرى و2.07% من عرقين مختلطين أو أكثر و9.36% من الهسبانيون أو اللاتينيون من أي عرق.
بلغ عدد الأسر 1,114 أسرة كانت نسبة 41.1% منها لديها أطفال تحت سن الثامنة عشر تعيش معهم، وبلغت نسبة الأزواج القاطنين مع بعضهم البعض 57% من أصل المجموع الكلي للأسر، ونسبة 12.8% من الأسر كان لديها معيلات من الإناث دون وجود شريك، بينما كانت نسبة 4.8% من الأسر لديها معيلون من الذكور دون وجود شريكة وكانت نسبة 25.3% من غير العائلات. تألفت نسبة 22.4% من أصل جميع الأسر من عدة أفراد يعيشون في نفس المنزل ونسبة 10.9% كانت تتألف من شخص يعيش بمفرده يبلغ من العمر 65 عاماً أو أكثر. وبلغ متوسط حجم الأسرة المعيشية 2.69، أما متوسط حجم العائلات فبلغ 3.15.
بلغ العمر الوسطي للسكان 38.2 عاماً. وكانت نسبة 27.9% من القاطنين تحت سن الثامنة عشر، وكانت نسبة 7.6% بين الثامنة عشر والرابعة والعشرين عاماً، ونسبة 24.5% كانت واقعةً في الفئة العمرية ما بين الخامسة والعشرين والرابعة والأربعين عاماً، ونسبة 25% كانت ما بين الخامسة والأربعين والرابعة والستين، ونسبة 14.9% كانت ضمن فئة الخامسة والستين عاماً فما فوق. وتوزع التركيب الجنسي للسكان بنسبة 48.1% ذكور و51.9% إناث.

## أعلام
- داني إيفرت
- بيل هيوز
- سام غراي